# Valderrubio
Valderrubio és una localitat i municipi espanyol situat en la part occidental de la comarca de la Vega de Granada, a la província de Granada. Limita amb els municipis de Pinos Puente i Íllora, encara que només una estreta franja de 100 metres de longitud la separa del riu Cubillas, que és el límit entre Pinos i Fuente Vaqueros; es va decidir així perquè el municipi piner tingués continuïtat al seu territori, i no quedés divideixo en dues meitats. Altres localitats properes són Escóznar, Zujaira, Casanueva i Láchar.
El municipi valderrubienc és una de les cinquanta-dues entitats que componen l'àrea metropolitana de Granada, i va ser creat el 18 de desembre de 2013 per segregació del terme municipal de Pinos Puente, convertint-se així en el número 169 de la província de Granada. Des de l'any 2002 ja gaudia de certa autonomia en concedir-li el règim d'entitat local autònoma (o ELA).
Va ser en aquesta localitat on Federico García Lorca, considerat com el poeta espanyol més important del segle xx, es va inspirar per crear una de les seves millors obres dramàtiques: La casa de Bernarda Alba.

## Història
En temps de la presència romana en la Península, el llogaret es va cridar "Aquae Rosae" («aigua de roses»), que va derivar amb el temps a "Asquerosa".
En aquesta localitat, quan encara es deia Asquerosa, va viure Federico García Lorca.
El seu nom actual, que, per evitar el gentilici de asquerosos (fastigosos, en castellà), va substituir oficialment el 15 d'agost de 1943 a l'anterior d'Asquerosa, fa referència a vall del tabac ros (rubio), ja que va ser un cultiu majoritari fins a mitjan segle xx. Tant és així que es diu que va ser el primer poble d'Europa on es va sembrar el tabac ros portat d'Amèrica.
A Valderrubio se li va concedir el règim d'entitat local autònoma al març de 2002. En 2013 es va convertir en un municipi completament independent de Pinos Puente.

## Cultura
Les seves festes patronals se celebren cada any el segon cap de setmana de setembre, en honor de Nostra Senyora de Gràcia.